# Деркская митрополия
Де́ркская митропо́лия (греч. Μητρόπολη Δέρκων) — православная епархия Константинопольской православной церкви с центром в стамбульском районе Ешилькёй в Турции. Название получила от древнего города Дерк (ныне Дурусу).
Деркский епископ Григорий упомянут в документах Седьмого вселенского собора (787 года), где его титул читается как Деркский и Хилиский (ἐπίσκοπος Δέρκων καί Χιλής).
С 1655 года кафедра деркских митрополитов находилась в константинопольском районе Ферапия.
По статистическим данным 1873—1874 годов в составе митрополии числились православные общины 41 деревни и 25 тысяч православных, из которых 2,5 тысячи были болгарами.
После подписания в 1923 году Лозаннского мирного договора, с 1924 года произошло массовое переселение греческого населения Турции в Грецию и на сегодняшний день в ведении Деркской митрополии находятся лишь пять православных общин.

## Митрополиты
- Григорий (VIII век)
- Самуил (Хандзерис) (1731 — 24 мая 1763)
- Макарий III (4 марта 1794 — июня 1801)
- Григорий III (июня 1801 — 4 июня 1821)
- Макарий (Баласакис) (июня 1801 — 4 июня 1821)
- Иеремия (9 июня 1821 — 9 июня 1824)
- Никифор (Пилусиотис) (сентябри 1824—1835)
- Герман (22 ноября 1835 — 14 июня 1842)
- Неофит (Веглерис) (июни 1842 — 13 март 1853)
- Герасим (Пурнарас) (15 марта 1853 — 12 марта 1865)
- Неофит (Дримадис) (14 марта 1865 — 5 августа 1875)
- Иоаким (Крусулудис) (7 август 1875 — 1 октября 1884)
- Каллиник (Фотиадис) (20 декабря 1884 — 8 мая 1824)
- Константин (Арапоглу) (8 мая — 17 декабря 1924)
- Фотий (Маниатис) (17 января 1925 — 7 октябри 1929)
- Амвросий (Ставринос) (24 октября 1929 — 9 декабря 1931)
- Иоаким (Пелеканос) (12 декабря 1931 — 23 января 1950)
- Иаков (Папапаисиу) (27 марта 1950 — 1 марта 1977)
- Константин (Харисиадис) (15 марта 1977 — 29 августа 2011)
- Апостол (Даниилидис) (с 29 августа 2011)